# Veljko Narančić
Veljko Narančić (Donji Lapac, 26. svibnja 1898. – Rijeka, 6. veljače 1983.), hrvatski atletičar. Natjecao se za Kraljevinu Jugoslaviju.
Natjecao se na Olimpijskim igrama 1924., 1932. i 1936 u bacanju kugle i diska. Na OI 1932. bio je nositelj državne zastave. Najbolji rezultat je ostvario u bacanju kugle 1924. kada je osvojio 12. mjesto.
Bio je član zagrebačke Concordije.